# 成田新法事件
成田新法事件（なりたしんぽうじけん、最高裁1992年（平成4年）7月1日大法廷判決、民集46巻5号437頁）は、「新東京国際空港の安全確保に関する緊急措置法」（現・成田国際空港の安全確保に関する緊急措置法。以下、成田新法。）に基づいて1979年（昭和54年）以降毎年2月に出されていた工作物等使用禁止命令について、取消と国家賠償を求めて争われた事件である。

## 事案の概要

### 訴訟に至る経緯

#### 「成田新法」の成立
1978年（昭和53年）3月26日、開港予定日（3月30日）を目前に控えていた新東京国際空港（現・成田国際空港）に過激派集団が乱入して管制塔内の設備をはじめ多数施設を破壊したことから、開港は延期（5月20日）を余儀なくされた（成田空港管制塔占拠事件）。
これを受けて、国会では過激派に対する非難決議が出されるとともに、新空港等における暴力主義的破壊活動の防止を目的とする成田新法が同年5月13日に議員立法として決議され、即日公布・施行された。この法律は、規制区域内に所在する工作物の使用禁止の命令や封鎖・除去等措置の強力な権限を運輸大臣に与えるものであった。

#### 使用禁止命令の発出
翌1979年（昭和54年）2月9日、運輸大臣は同法第3条1項に基づき、空港の規制区域内に所在する三里塚芝山連合空港反対同盟所有の通称「横堀要塞」に対し、多数の暴力主義的破壊活動者の集合の用、あるいは暴力主義的破壊活動等に使用され、又は使用されるおそれがあると認められる爆発物、火炎びん等の物の製造又は保管の場所の用に供することを1年間禁止する命令を出し、以降毎年発出された。
反対同盟側は使用禁止命令の違憲無効を主張し、国を相手取り1979年から1983年の命令の取消（二審では1985年の命令の取り消しも追加）と慰謝料等（500万円）を求めて出訴した。

## 訴訟

### 争点
本事案では、運輸大臣の使用禁止命令等の処分の根拠である成田新法、特に争点2～6では同法3条1項につき、以下の違憲事由が争点となった。
1. 成田新法の制定が拙速であって、法全体として違憲無効
2. 集会の自由を保障する憲法21条1項[条文 2]への違反
3. 居住・移転の自由を保障する憲法22条1項[条文 3]への違反
4. 財産権を保障する憲法29条1項・2項[条文 4]への違反
5. 適正手続を保障する憲法31条[条文 5]への違反
6. 令状主義を定める憲法35条[条文 6]への違反

### 訴訟の経過
第1審・第2審とも、1年間の期限付きで出された使用禁止命令の取消については期限の経過により効力を失ったことで客観的な訴えの利益がなくなったとして取消の訴えを却下し、国家賠償請求についても棄却した。

## 上告審判決
1992年（平成4年）7月、最高裁判所大法廷（裁判長：草場良八）は反対同盟側の上告につき、1985年2月1日に発出した工作物使用禁止命令の取消請求に関する部分は破棄自判し、その他は棄却した）。

### 法廷意見

#### 一部の訴えの却下（破棄自判）
まず、本判決は、1985年2月1日に発出した工作物使用禁止命令（控訴審から追加した部分）については効力が失われており、客観的な訴えの利益も消滅しているとして、本案の審理を行った原判決を破棄し、取消の訴えを却下した。

#### 憲法判断
本判決は、1985年2月1日に発出した分以外の工作物使用禁止命令について、以下の通り論じた。

##### 争点1：成田新法の制定過程の拙速性
本判決は、「法案の審議にどの程度の時間をかけるかは専ら各議院の判断によるものであり、その時間の長短により公布された法律の効力が左右されるものでない」として、原告の主張を退けた。

##### 争点2：集会の自由（憲法21条1項）関連

###### 違憲審査の枠組み
まず、本判決は、集会の自由は、「民主主義社会における重要な基本的人権の一つとして特に尊重されなければならないもの」であることを確認した。その上で、「集会の自由といえどもあらゆる場合に無制限に保障されなければならないものではなく、公共の福祉による必要かつ合理的な制限を受けることがある」とし、集会の自由に対する規制が「必要かつ合理的なものとして是認されるかどうかは、制限が必要とされる程度と、制限される自由の内容及び性質、これに加えられる具体的制限の態様及び程度等を較量」する、という違憲審査の枠組みを示した。
他方で、本判決は、工作物の使用禁止命令は、その工作物を「暴力主義的破壊者」（原告）の集会を禁止することになるため、集会の自由に対する規制として、上記の枠組みによる違憲審査が必要とした。
そして、本判決は、「使用禁止命令により保護される利益は、新空港若しくは航空保安施設等の設置、管理の安全の確保並びに新空港及びその周辺における航空機の航行の安全の確保であり、それに伴い新空港を利用する乗客等の生命、身体の安全の確保も図られるのであって、これらの安全の確保は、国家的、社会経済的、公益的、人道的見地から極めて強く要請される」と述べる。その一方で、「使用禁止命令制限される利益は、多数の暴力主義的破壊活動者が当該工作物を集合の用に供する利益にすぎ」ず、「暴力主義的破壊活動等を防止し、前記新空港の設置、管理等の安全を確保することには高度かつ緊急の必要性がある」、として、その規制が公共の福祉による必要かつ合理的な制約である、と判断した。
本判決は、以上の議論に基づき、憲法21条1項違反はないものとした。

##### 争点3：居住・移転の自由（憲法22条1項）違反
ここでは、本判決は違憲審査の枠組みを新たに提示することなく、集会の自由（憲法21条1項）違反の点（争点2）と同様に、利益衡量から、居住・移転の自由に対する公共の福祉による必要かつ合理的な制約であることを導いた（争点3につき違憲性を否定）。

##### 争点4：財産権（憲法29条1項・2項）違反
ここでも、本判決は違憲審査の枠組みを新たに提示することなく、利益衡量を行っている。
本判決は、使用禁止命令は、「多数の暴力主義的破壊活動者の集合の用に供すること」、「暴力主義的破壊活動等に使用され、又は使用されるおそれがあると認められる爆発物、火炎びん等の物の製造又は保管の場所の用に供すること」「新空港又はその周辺における航空機の航行に対する暴力主義的破壊活動者による妨害の用に供すること」の3態様の使用を禁止していると述べる。
そして、これらの態様のいずれについても、集会の自由（憲法21条1項）違反の点（争点2）と同様に、公共の福祉による必要かつ合理的な制約であることを導いた（争点4につき違憲性を否定）。

##### 争点5：適正手続（憲法31条）違反

###### 憲法31条の射程
まず、本判決は、憲法31条の定める適正手続の保障は、「直接には刑事手続に関するものであるが、行政手続については、それが刑事手続ではないとの理由のみで、そのすべてが当然に同条による保障の枠外にあると判断することは相当ではない」として、行政手続にも適正手続の保障が及び、名宛人に告知、弁解、防御の機会を与える必要が生じる可能性があることを認めた。

###### 違憲審査の枠組み
続いて、本判決は、31条による保障が及ぶと解すべき行政手続について、「一般に、行政手続は刑事手続とその性質においておのずから差異があり、また、行政目的に応じて多種多様であるから、行政処分の相手方に事前の告知、弁解、防御の機会を与えるかどうかは、行政処分により制限を受ける権利利益の内容、性質、制限の程度、行政処分により達成しようとする公益の内容、程度、緊急性等を総合較量して決定されるべきものであって、常に必ずそのような機会を与えることを必要とするものではない」と判示した。

###### 違憲性の判断
違憲性の判断における考慮要素として、本判決は、以下の点を指摘する。
- 成田新法3条1項に基づく工作物使用禁止命令により制限される権利利益は、「多数の暴力主義的破壊活動者の集合の用に供すること」、「暴力主義的破壊活動等に使用され、又は使用されるおそれがあると認められる爆発物、火炎びん等の物の製造又は保管の場所の用に供すること」「新空港又はその周辺における航空機の航行に対する暴力主義的破壊活動者による妨害の用に供すること」の3態様であること
- 使用禁止命令により達成しようとする公益の内容、程度、緊急性等は、新空港の設置、管理等の安全という国家的、社会経済的、公益的、人道的見地からその確保が極めて強く要請されているものであって、高度かつ緊急の必要性を有するものであること

以上の要素を総合較量の結果、使用禁止命令の名宛人に対し事前に告知、弁解、防御の機会を与える旨の規定がなくても、成田新法3条1項は、憲法31条の法意に反しないとした（争点5につき違憲性を否定）。

##### 争点6：令状主義（憲法35条）違反

###### 憲法35条の射程
まず、本判決は、憲法35条が、刑事手続のおける強制の処分につき、司法権による事前の抑制の下に置かれるべきことを保障した趣旨であると述べる。
そして、憲法35条の射程については、「川崎民商事件」上告審判決の「当該手続が刑事責任追及を目的とするものではないとの理由のみで、その手続における一切の強制が当然に右規定による保障の枠外にあると判断することは相当ではない」との判示を引用し、行政処分であっても令状主義に服する必要が生じる可能性を認めた。

###### 違憲審査の枠組み
続いて、本判決は、「行政手続は、刑事手続とその性質においておのずから差異があり、また、行政目的に応じて多種多様であるから、行政手続における強制の一種である立入りにすべて裁判官の令状を要すると解するのは相当ではなく、当該立入りが、公共の福祉の維持という行政目的を達成するため欠くべからざるものであるかどうか、刑事責任追及のための資料収集に直接結び付くものであるかどうか、また、強制の程度、態様が直接的なものであるかどうかなどを総合判断して、裁判官の令状の要否を決めるべき」との判断の枠組みを提示した。

###### 違憲性の判断
まず、本判決は、成田新法3条3項が、使用禁止命令が発されられた場合において、運輸大臣は必要に応じて、令状なしに職員を当該工作物に立入らせ、また、関係者に質問させることができる規定となっていることを確認する。
他方で、違憲性の判断における考慮要素として、本判決は、以下の点を指摘する。
- 職員による立入り等は、使用禁止命令が既に発せられている工作物についてその命令の履行を確保するために必要な限度においてのみ認められるもので、当該立入りの必要性が高い点
- 当該立入りには職員の身分証明書の携帯及び提示が要求されている（成田新法3条4項）点
- 当該立入り等の権限は犯罪捜査のために認められたものと解釈してはならないと規定され（成田新法3条5項）、刑事責任追及のための資料収集に直接結び付くものではない点
- 強制の程度、態様が直接的物理的なものではない点

以上の要素に基づく総合判断の結果、使用禁止命令の名宛人に対し裁判官の令状を要する旨の規定がなくても、成田新法3条1項・3項は、憲法35条の法意に反しないとした（争点6につき違憲性を否定）。

### 個別意見
本判決には、行政手続における適正手続の保障（争点5）について、合憲とした法廷意見と理由付けが異なるものとして、園部逸夫裁判官と可部恒雄裁判官の各意見が付されている。

#### 園部逸夫裁判官意見
本意見は、まず、憲法31条の精神からして、「行政庁の処分のうち、不利益処分については、原則として、弁明、聴聞等何らかの適正な事前手続の規定を置くことが必要」としている。
その一方で、本意見は、「不利益処分を定めた法令に事前手続に関する規定が全く置かれていないか、あるいは事前手続に関する何らかの規定が置かれていても、実質的には全く置かれていないのと同様な状態にある場合」については、当該法令の立法趣旨から見て、事前手続を置いていないこと等が、法治主義の原理やデュー・プロセス・オブ・ロー（適正手続の保障）といった法の一般原則に著しく反すると認められない場合は、立法政策上の合理的な判断によりこれを置かなかったものとして是認すべき、としている。
その上で、本意見は、成田新法3条1項による使用禁止命令は不利益処分に当たるが、同法の趣旨をかんがみれば、事前手続の規定を置かないことが直ちに前記の一般原則に著しく反するとまでは認められないとしている。

#### 可部恒雄裁判官意見
本意見は、憲法31条は財産権にも及ぶものであり、特に、行政処分をもってする所有権の重大な制限には憲法31条の保障が及ぶ、としている。
しかし、本意見は、本事件の以下の点に着目する。
- 使用禁止命令の対象となった工作物が、通常の居住用又は農作物等の格納用の建物とは著しく異なる点
- 使用禁止命令による工作物の所有権の制限は「多数の暴力主義的破壊活動者の集合の用に供すること」及び「暴力主義的破壊活動等に使用され、又は使用されるおそれがあると認められる爆発物、火炎びん等の物の製造又は保管の場所の用に供すること」という態様の使用の禁止に尽きること

上記の点から、本意見は、使用禁止命令が財産権に対する重大な制限に当たらないか、または、それにあたるとしても、事前手続を欠く限り憲法31条を含む憲法の法条に違反するものとはいえない、とした。

## 影響

### 学説における評価

#### 表現の自由に対する規制の違憲性の判断枠組み
本事件の上告審判決が提示した違憲審査の枠組み、すなわち、「制限が必要とされる程度と、制限される自由の内容及び性質、これに加えられる具体的制限の態様及び程度等を較量」するという手法は、「金沢市庁舎前広場事件」などの集会の自由の規制が問題となった事案に限らず、「堀越事件」（政治的表現）や「大阪市ヘイトスピーチ条例事件」（差別的表現）の各上告審判決でも採用されており、表現の自由全般に対する制約の違憲審査における基底的判断枠組みとしてほぼ定着したとされる。

#### 行政手続の適正
行政手続の適正が憲法上の要請であることについては争いはないものの、その根拠を何に求めるかについては学説が分かれている（憲法31条、13条、法治国原理など）。
本判決についての学説も、「限定つきで31条の行政手続きへの適用ないし準用を真正面から認めた」と評価するものもあれば、一般的な見解を明示するのを避けて「行政手続きに何条が適用ないし準用される場合であってもという仮定のもとに、その場合でも常に事前手続きが必要とされるものでないことを示した」とするものもある。
なお、その後の最高裁判例では、憲法31条の射程に関して述べることなく、総合衡量による違憲審査の枠組みを採用するものが多く、憲法31条が直接には刑事手続に関するものであるという断定を避ける傾向にある。

### 条文
1. 1 2  「運輸大臣は、規制区域内に所在する建築物その他の工作物について、その工作物が次の各号に掲げる用に供され、又は供されるおそれがあると認めるときは、当該工作物の所有者、管理者又は占有者に対して、期限を付して、当該工作物をその用に供することを禁止することを命ずることができる。

一　多数の暴力主義的破壊活動者の集合の用
二　暴力主義的破壊活動等に使用され、又は使用されるおそれがあると認められる爆発物、火炎びん等の物の製造又は保管の場所の用

三　新東京国際空港又はその周辺における航空機の航行に対する暴力主義的破壊活動者による妨害の用」[5]
2. ↑  「集会、結社及び言論、出版その他一切の表現の自由は、これを保障する。」
3. ↑  「何人も、公共の福祉に反しない限り、居住、移転及び職業選択の自由を有する。」
4. ↑  「財産権は、これを侵してはならない。

② 財産権の内容は、公共の福祉に適合するやうに、法律でこれを定める。

③ 私有財産は、正当な補償の下に、これを公共のために用ひることができる。」
5. ↑  「何人も、法律の定める手続によらなければ、その生命若しくは自由を奪はれ、又はその他の刑罰を科せられない。」
6. ↑  「何人も、その住居、書類及び所持品について、侵入、捜索及び押収を受けることのない権利は、第三十三条の場合を除いては、正当な理由に基いて発せられ、且つ捜索する場所及び押収する物を明示する令状がなければ、侵されない。

② 捜索又は押収は、権限を有する司法官憲が発する各別の令状により、これを行ふ。」
7. ↑  「すべて国民は、個人として尊重される。生命、自由及び幸福追求に対する国民の権利については、公共の福祉に反しない限り、立法その他の国政の上で、最大の尊重を必要とする。」